# Bargota
Bargota è un comune spagnolo di 340 abitanti situato nella comunità autonoma della Navarra.